# V Sport Golf
V Sport Golf är en av Viasats Sportkanaler. Kanalutbudet består uteslutande av golf.
Kanalens stora profil är Göran Zachrisson. Vid kanalens start uppstod en del kontroverser då tittare upprördes över att de tvingades köpa kanalen. De trodde de redan betalat för golfen vid sitt köp av Viasats Sportkanaler.
Sedan november 2012 finns kanalen även i HD-version. Sändningarna på HD-kanalen är en direkt spegling av SD-kanalen. I nuläget finns HD-kanalen endast tillgänglig för Viasats satellit- och IPTV-kunder.